# Punteggiature areolate

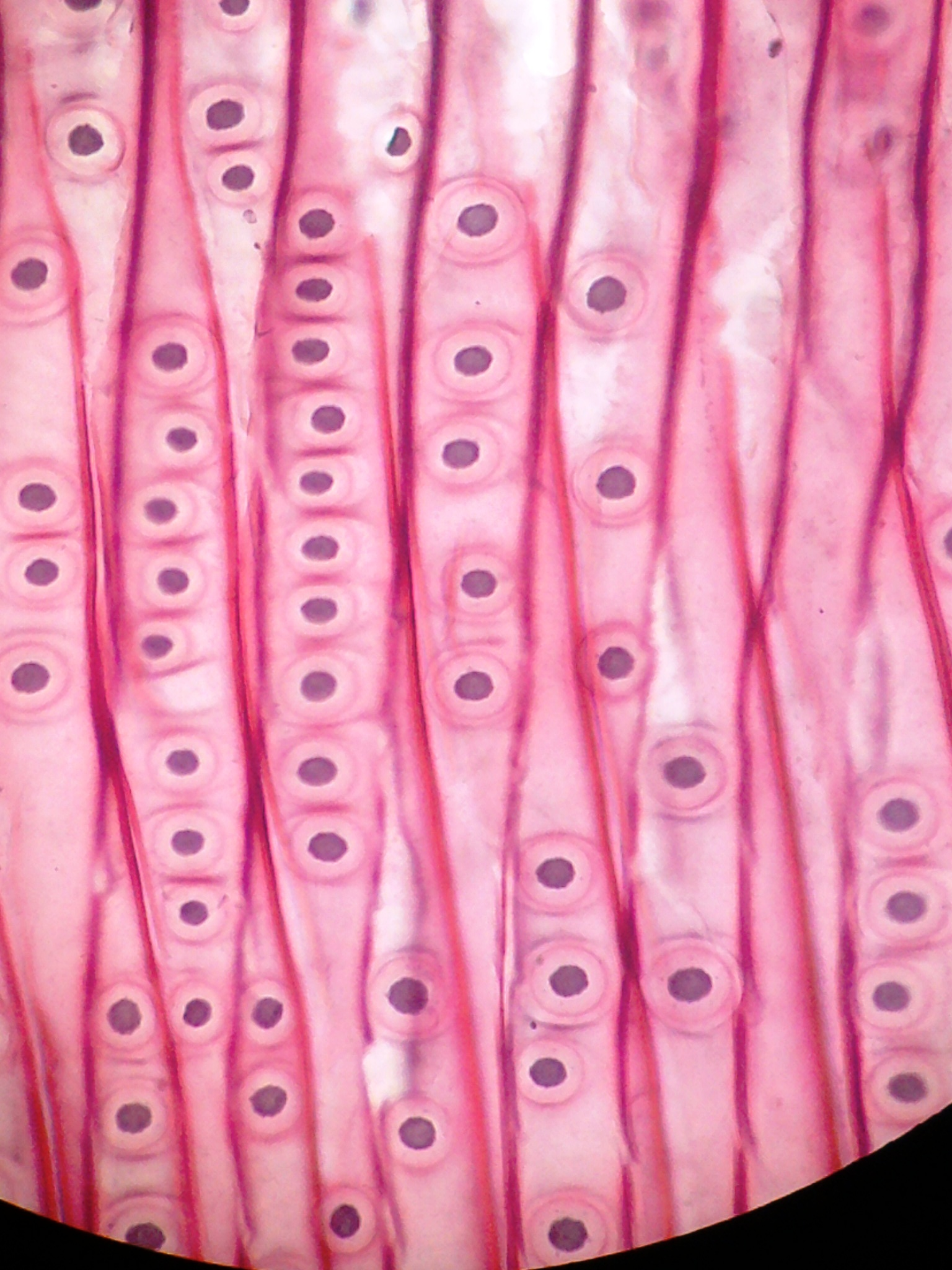
punteggiature areolate in una sezione al microscopio

Le punteggiature areolate sono delle modificazioni della parete cellulare delle cellule di conduzione dello xilema nelle piante. 
Al centro della punteggiatura è presente il toro, un ispessimento lenticolare lignificato sostenuto dalla membrana plasmatica.
Hanno funzione di mettere in comunicazione tra loro le tracheidi e di consentire il trasporto laterale di acqua. Inoltre determinante è la loro funzione nel limitare i fenomeni di embolia.
All'interno delle tracheidi si viene a creare una colonna d'acqua che parte dalle radici e si estende fino alle parti aeree della pianta. Se questa colonna d'acqua continua viene interrotta (per esempio a causa di patogeni, gelo, ecc..) possono formarsi delle bolle d'aria che rendono non funzionali le cellule conduttrici. Le punteggiature areolate con il toro funzionano come delle valvole: il toro si sposta e chiude la punteggiatura bloccando di fatto il passaggio dell'aria da un vaso all'altro.